# Bethlen Pál-kastély
A Bethlen Pál-kastély az erdélyi Bethlen település egy épülete.
Bethlen települést 1305 előtt alapították. Körülbelül 1543-ban vár épült a településen. Ezt 1570-ben reneszánsz stílusúra alakították át, majd királyi parancsra 1712 környékén lerombolták. Bethlen Pál kastélyának építési körülményei ismeretlenek, valószínűleg egy korábbi kastély átépíttetésével készült. A kastélyt a 20. század elején kőfal vette körül.
Az 1900-as években a kastély egyes részei könyvtárként, művelődési házként szolgáltak. 1945-ben államosították, ma polgármesteri hivatal működik benne. 
Az épület kétszintes, tengelye észak–dél irányban húzódik. A földszinti részt egy nagy előadóterem és három kisebb terem alkotja. Az emeleten a helyiségek elrendezése hasonlít a földszintéhez. A kastély mögött egykor park állt, mára ennek fáit eltávolították.

## Válogatott irodalom
- Kádár József (szerk.): Szolnok-Doboka vármegye Monográphiája II. Dés, 1900. 153–194.
- Lukinich Imre: A bethleni gróf Bethlen család története. Budapest, 1927. 556–557.
- Szabó Attila: Bethlen építészeti műemlékei. Szakdolgozat a Babeş–Bolyai Tudományegyetem Történelem és Filozófia Karán. Művészettörténet Tanszék. Kolozsvár, 2001. (Kézirat)
- Erdélyi kastélyok, felmérési dokumentáció. Kolozsvár, 1994. (Kulturális Örökségvédelmi Hivatal Tervtára, Budapest)
- Sisa József: Kastélyépítészet és kastélykultúra Magyarországon. A historizmus kora. Budapest, 2007. 283.
- Pál Judit: Erdélyi főispánok a Tisza-éra végén (1890–91) II. Korunk, 20. évf. 4. sz. (2009. április)